# Viggo Gebel
Viggo Gebel (* 22. November 2007 in Schkeuditz) ist ein deutscher Fußballspieler, der mit Stand der Saison 2024/25 bei RB Leipzig unter Vertrag steht.

## Karriere
Gebel wechselte im Sommer 2019 als Elfjähriger vom Lokalverein SV Leipzig Nordwest innerstädtisch in den Nachwuchsbereich von RB Leipzig und durchlief dort die Jugendmannschaften bis hin zur U19 in der Saison 2024/25. 
Im Alter von 16 Jahren, acht Monaten und 26 Tagen absolvierte er am 17. August 2024 im DFB-Pokal in der mit 4:1 gewonnenen Erstrundenpartie bei Rot-Weiss Essen seine ersten Einsatzminuten bei den Profis, als er in der 89. Minute für Xavi Simons eingewechselt wurde. Das machte ihn nach Sidney Raebiger (16 Jahre, drei Monate, 21 Tage) zum zweitjüngsten Spieler der Clubgeschichte. Ende Oktober 2024 folgte ein zweiter Einsatz als Einwechselspieler im DFB-Pokal, dieses Mal vor heimischer Kulisse gegen den FC St. Pauli. Gut einen Monat später avancierte er mit seiner Einwechslung in der UEFA-Champions-League-Partie gegen Inter Mailand zum drittjüngsten deutschen Debütanten nach Youssoufa Moukoko und Paul Wanner und weitere vier Tage später zum bis dato jüngsten eingesetzten Spieler der laufenden Bundesliga-Saison 2024/25.